# Rechte van Schoch

De rechte van Schoch

De rechte van Schoch is een bijzondere lijn in een arbelos, vernoemd naar de Duitser Thomas Schoch.

## Beschrijving
De arbelos in de figuur is gevormd door cirkels met middellijnen AB, BC en AC
In deze arbelos is K1 de cirkel met straal AB en middelpunt A, K2 de cirkel met straal BC en middelpunt C en K3 de grote halve cirkel van de arbelos. Thomas Schoch ontdekte dat deze drie cirkels een gebied insluiten, waarvan de ingeschreven cirkel een Archimedische cirkel is.
De rechte door het middelpunt van deze cirkel, loodrecht op AB, heet de rechte van Schoch. Peter Woo ontdekte dat als de arbelos een vermenigvuldiging ondergaat met centrum C, dat dan de cirkel met middelpunt op de rechte van Schoch en rakend aan de twee kleine halve cirkels van de vermenigvuldigde arbelos altijd Archimedisch is ten opzichte van de oorspronkelijke arbelos. De zo verkregen familie van Archimedische cirkels wordt aangeduid met cirkels van Woo. De door Schoch ontdekte cirkel is een bijzonder geval, als de gegeven arbelos met een factor twee wordt vermenigvuldigd.